# Leopold Rodés i Parés
Leopold Rodés i Parés   (Barcelona, 7 de febrer de 1939) fou un nedador olímpic, waterpolista i arquitecte català.

## Biografia
Fou membre del Club Natació Barcelona, club on desenvolupà tota la seva carrera esportiva. Fou campió d'Espanya en la prova dels 100 metres lliures durant quatre anys consecutius entre 1958 i 1961. El 30 de juliol de 1960 va batre el rècord d'Espanya de l'especialitat amb un temps de 0:58.0, fet que el portà a ser inclòs als Jocs Olímpics d'estiu de 1960 en la prova de 100 metres lliures. En la competició olímpica acabà en sisena posició de la seva sèrie amb un temps de 1:00.7, molt lluny de la seva marca personal. També fou quatre cops campió d'Espanya en les proves de relleus de 4x100 metres lliures (1964), en 4x200 metres lliures (1961) i en 4x400 metres lliures (1961 i 1962). També guanyà tres cops la Copa Nadal (1960, 1961 i 1963).
Posteriorment practicà el waterpolo amb el Club Natació Barcelona i la selecció espanyola, on arribà a ser-ne el capità. Fou campió d'Espanya el 1964 i de la primera edició de la lliga espanyola el 1966.
Va rebre la placa d'honor (1965) de la federació espanyola i la medalla d'or (1966).

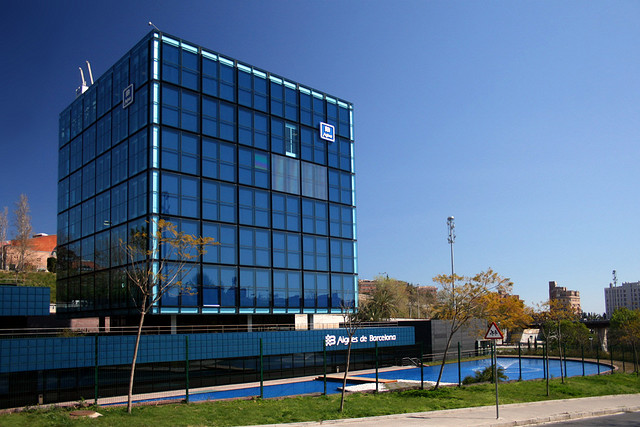
Edifici Aigües de Barcelona a Collblanc.

Era arquitecte de professió. S'encarregà de les obres de remodelació del CN Barcelona, on era directiu des de 1971 i vicepresident des de 1982. També fou l'encarregat de construir l'edifici Aigües de Barcelona Collblanc.